# Ermida de Santo Antão

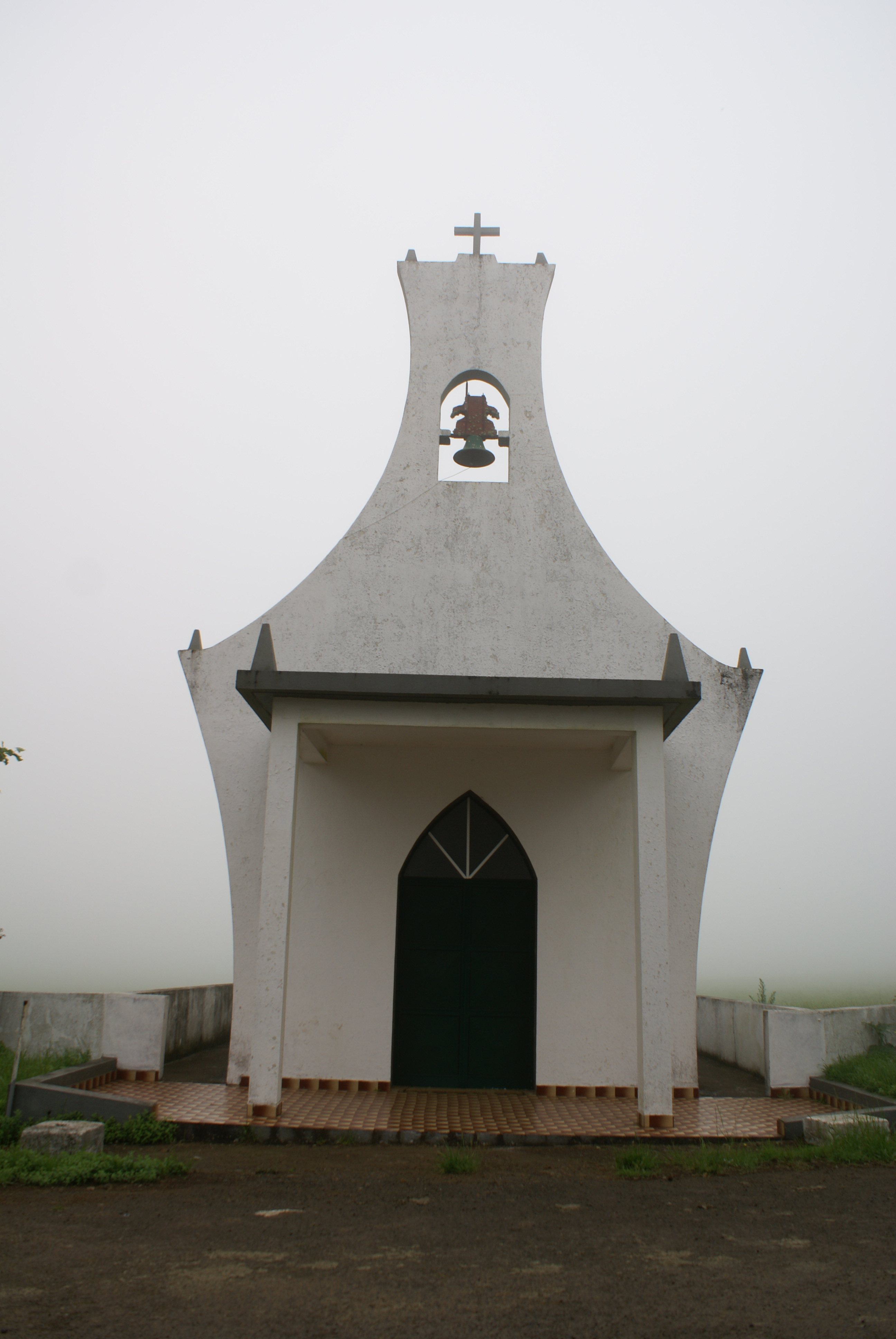
Ermida de Santo Antão, Parque do Terreiro da Macela.

A Ermida de Santo Antão é uma ermida Portuguesa, localizada no Caminho dos Nortes, ao Parque do Terreiro da Macela entre a localidade da Beira e o Toledo,  concelho de Velas, ilha de São Jorge.
Esta ermida de construção moderna foi dedicada à evocação de Santo Antão e apresenta-se edificada em alvenaria pintada a cal de cor branca. Apresenta uma torre sineira baixa sobre a porta de entrada que se encontra dotada por um sino. Apresenta uma Cruz a encimar a torre de traça moderno.
Esta ermida encontra-se inserida no Parque do Terreiro da Macela e todos os anos no mês de Junho são feitos festejos em honra do Santo Antão o portector dos animais, sendo que na altura é feito um Bodo de Leite.